# ボーイング7J7
ボーイング7J7（Boeing 7J7）はアメリカ合衆国の航空機メーカーであるボーイング社が、1980年代に中距離旅客機として構想していた旅客機（計画）である。当時に世界中で就航していたボーイング727の代替機として構想されたが、実際には開発されなかった。より効率の高いプロップファンエンジンの採用を構想していた。

## 計画概要
計画では150席級の旅客機にするとしており、様々な新技術を盛り込んで、操縦系統の革新と燃料効率のいいエンジンを搭載し、1992年までに就航するのが可能であるとしていた。具体的にはグラスコックピット化や炭素繊維の使用、エンジンはターボファンエンジンのファンを逆向きに付けて推力を得る「プロップファン」のGE-36 UDF（アンダクテッドファン）の採用を想定していた。これにより、燃料効率が従来機に比べ60パーセントもよくなるとしており、座席配置も2+2+2として広いキャビンにするというものであった。また、計画にはボーイング社に加え日本の航空産業もYXXとして参加し、共同開発することになっていた。
だが、全く新しいプロップファンエンジンの開発が難航し、また顧客である航空会社から経済性と騒音問題が疑問視されたため、1987年に計画は破棄され、ボーイング737とボーイング757の改良に力を入れるようになった。
一方、日米の航空機メーカーの連合が進み、ボーイング787に至るまで、日本のメーカがボーイングの下請けに入ったため、ボーイングによる日本市場の独占が進んだともいわれている。

## そのほか
この機体の想定ライバルとして、エアバスA320とマクドネル・ダグラスのMD-91X～MD-94Xがあった。前者は従来型のターボファンエンジンを搭載していたが、後者はMD-90のエンジンをプロップファンエンジンにする計画であった。しかし、プロップファンエンジン搭載の機体はいずれも実現することは無かった。